# Camaret-sur-Aigues
Camaret-sur-Aigues é uma comuna francesa na região administrativa da Provença-Alpes-Costa Azul, no departamento de Vaucluse. Estende-se por uma área de 17,53 km². Em 2010 a comuna tinha 4 644 habitantes (densidade: 264,9 hab./km²).